# Auburn (Maine)
Auburn település az Amerikai Egyesült Államok Maine államában, Androscoggin megyében, melynek megyeszékhelye is. Lakosainak száma 24 061 fő (2020. április 1.).

## Népesség
A település népességének változása:

| 2010 | 23 055 |
| 2020 | 24 061 |

## Galéria

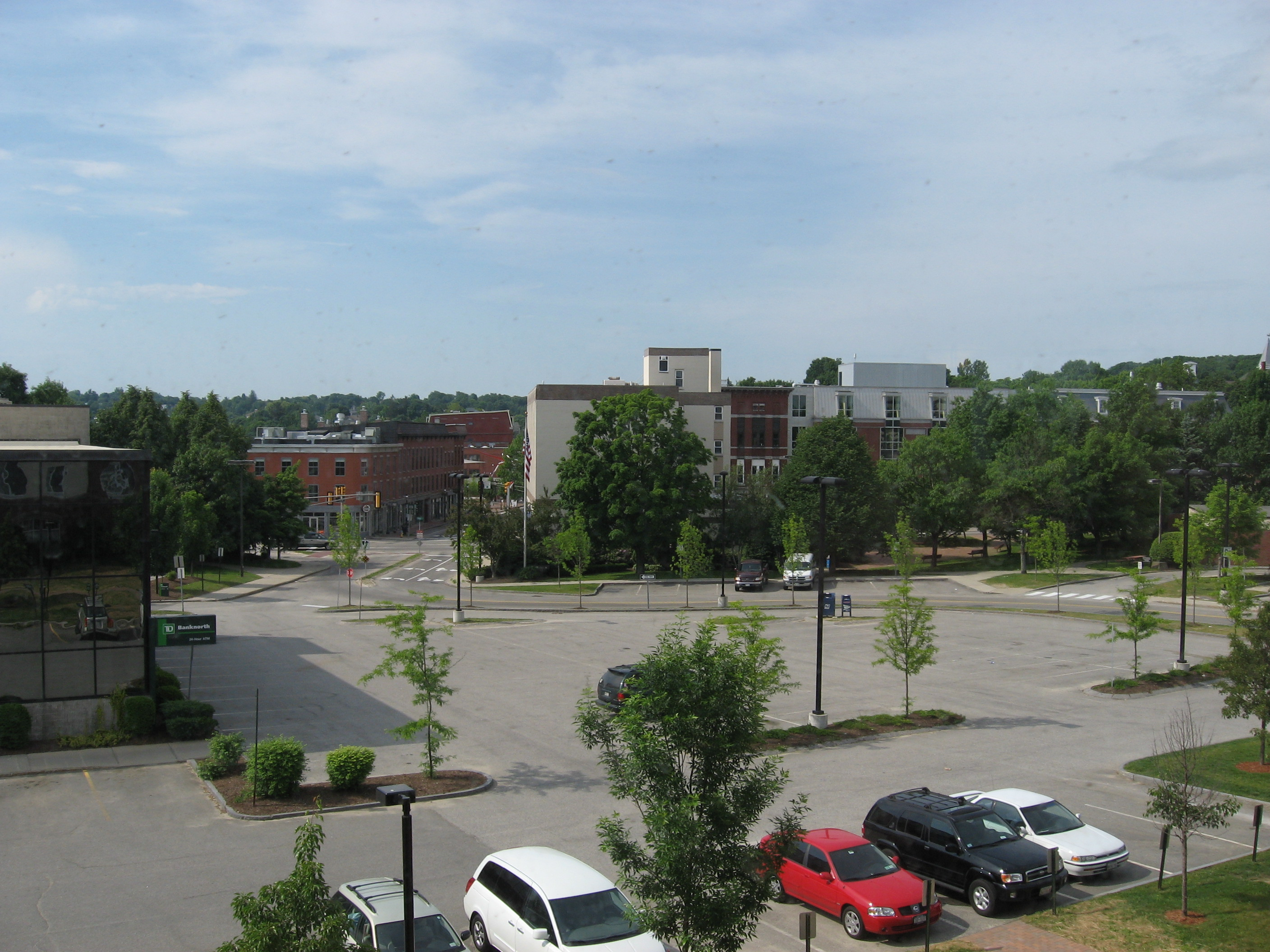
Auburn látképe a Hilton Garden Innből
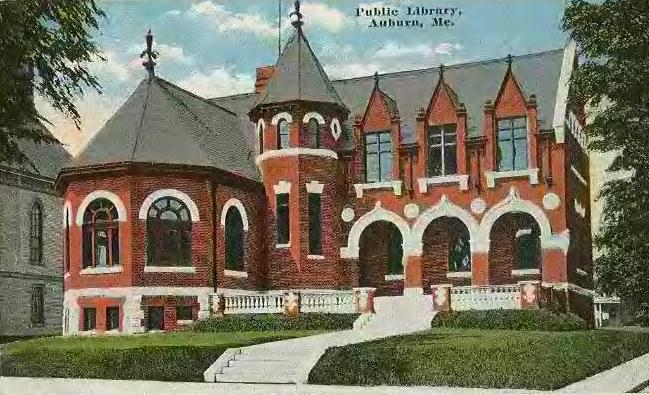
Városi közkönyvtár 1910 körül
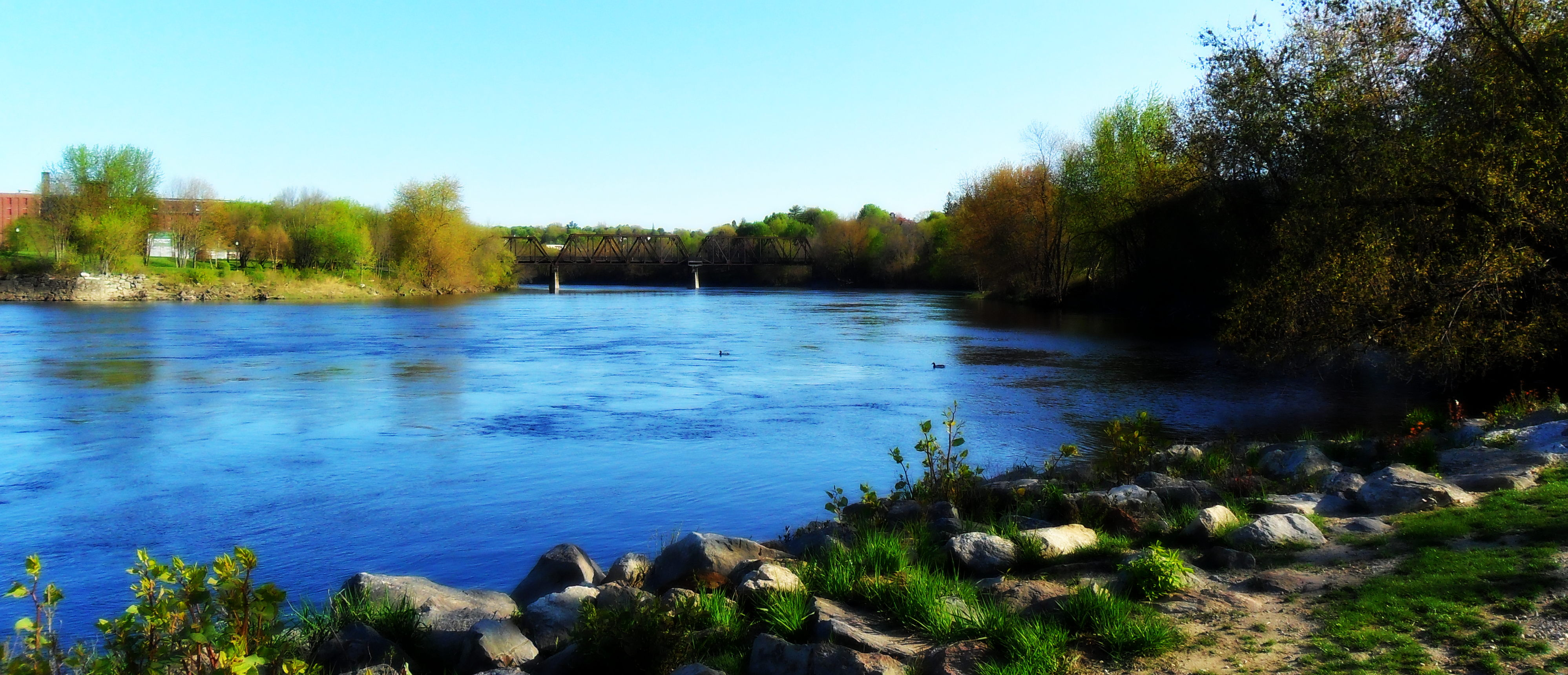
Festival Plaza Park